# トマス・ウィラビー (初代ミドルトン男爵)
初代ミドルトン男爵トマス・ウィラビー（英語: Thomas Willoughby, 1st Baron Middleton、1672年4月9日 – 1729年4月2日）は、イギリスの政治家、貴族。

## 生涯
フランシス・ウィラビー（1672年没）とエマ・バーナード（Emma Barnard、サー・ヘンリー・バーナードの娘）の次男として、1672年4月9日に生まれた。1676年8月に母がジョサイア・チャイルドと再婚したため一家はウォラトンからワンステッドに移った。
1683年7月10日にケンブリッジ大学セント・キャサリンズ・カレッジに入学した後、1685年5月4日にジーザス・カレッジに移籍した。以降1688年までケンブリッジに留まり、1688年に兄にあたる初代準男爵サー・フランシス・ウィラビーが重病になるとロンドンに向かい、9月13日に兄が死去するとその準男爵位を継承した。同年冬に天然痘を患ったが回復し、1691年に結婚した。1693年11月30日、王立協会フェローに選出された。
1694年に義父が死去し、炭鉱を含む3州での領地を継承したことで地位が高まり、政界で引く手あまたとなった。例えば、ウィラビーは1692年にノッティンガムシャー副統監に任命され（1701年まで在任）、1695年から1696年までノッティンガムシャー州長官を務めた。1691年以降、ノッティンガムシャー選挙区ではサー・スクループ・ハウとジョン・ホワイトが議員を務めていたが、ウィラビーとジャーヴァス・エアは2人の課税と常備軍問題での立場を批判し、1698年イングランド総選挙でそれぞれ1,102票と1,032票を得て勝利した（ハウは757票、ホワイトは647票）。議会では順当にカントリ派とされたが、議会活動が少なく地元で活動することが多く、1699年にはリンカンシャー副統監に任命された（1712年頃まで在任）。
1701年1月イングランド総選挙（無投票当選）と1701年11月イングランド総選挙（得票数1位、1,128票）で再選したが、1702年イングランド総選挙では立候補を拒否したにもかかわらず694票を得たという（ただし、立候補を拒否した理由は不明）。1704年2月にエアが死去すると、補欠選挙にホイッグ党のジョン・ソーンハグとトーリー党のロバート・サシェヴェレル（Robert Sacheverell）の名前が挙げられたが、ウィラビーは両派ともに受け入れられる中道の候補として介入した。交渉の結果、ソーンハグのみが補欠選挙に出馬し、次の総選挙でウィラビーとソーンハグを無投票当選させることが取り決められた。1708年イギリス総選挙でも同様の取り決めによりウィラビーとソーンハグが無投票で再選したが、1710年イギリス総選挙ではウィリアム・レヴィンツを当選させるために自ら票を減らし、結局ノッティンガムシャー選挙区で落選して代わりにニューアーク選挙区で当選した。
1711年7月に同じくノッティンガムシャー出身だったがホイッグ党所属の初代ニューカッスル公爵ジョン・ホールズが死去すると、ウィラビーは初代オックスフォード＝モーティマー伯爵ロバート・ハーレーのノッティンガムシャーにおける主な盟友になり、1712年1月1日にグレートブリテン貴族であるウォリックシャーにおけるミドルトンのミドルトン男爵に叙され、翌日に貴族院にはじめて登院した。登院1日目にして休会の動議を通過させることに成功したが、それ以降は（オックスフォード伯爵の盟友として期待を寄せられたものの）議会活動は少なかったという。
1714年にジョージ1世が即位してハノーヴァー朝が始まると、ホイッグ党が政権を握ることになった。初代ミドルトン男爵は貴族院でオックスフォード伯爵の逮捕と弾劾に反対したほか、オックスフォード伯爵の失脚、ニューカッスル公爵夫人マーガレット・ホールズの死去、ニューカッスル公爵の1人娘の夫ハーレー卿エドワード・ハーレーの政界引退が重なって、ミドルトン男爵がノッティンガムシャーにおけるトーリー党の指導者になったものの、ニューカッスル公爵の甥にあたる初代クレア伯爵トマス・ペラム＝ホールズ（1715年にニューカッスル公爵に叙爵）がニューカッスル公爵の遺産のほとんどを継承したため、ミドルトン男爵はニューカッスル公爵との競争には勝てなかったという。また、1719年に便宜的国教徒禁止法廃止法案に反対、1723年のアタベリー陰謀事件では首謀者のフランシス・アタベリーを弁護した。
1729年4月2日に死去、17日にミドルトンで埋葬された。長男フランシスが爵位を継承した。

## 評価
『英国下院史』によると、初代ミドルトン男爵は常にトーリー党を支持したものの、極端になることはなく、同じくノッティンガムシャー出身だったがホイッグ党所属の初代ニューカッスル公爵ジョン・ホールズとは好敵手だったという。

## 家族
1691年4月9日、エリザベス・ロスウェル（Elizabeth Rothwell、1736年2月25日没、初代準男爵サー・リチャード・ロスウェルの娘）と結婚、4男をもうけた。
- フランシス（1692年 – 1758年） - 第2代ミドルトン男爵、子供あり
- トマス（1694年 – 1742年） - 庶民院議員、子供あり。第5代以降のミドルトン男爵家の先祖